# Cratere Eileen
Eileen  è un cratere sulla superficie di Venere.